# To the Last Man (film, 1933)
Pour les articles homonymes, voir To the Last Man.
Pour plus de détails, voir Fiche technique et Distribution.
To the Last Man (Jusqu'au dernier homme, en français) est un western américain, réalisé par Henry Hathaway, sorti en 1933.

## Synopsis
Au Kentucky, juste après la Guerre de Sécession, la querelle entre les Hayden et les Colby conduit Jed Colby en prison pour 15 ans sous l'accusation de meurtre. Les Hayden partent pour le Nevada et, quand Colby sort de prison, il s'y rend pour se venger.

## Fiche technique
- Titre original : To the Last Man
- Réalisation : Henry Hathaway
- Scénario : Jack Cunningham, d'après le roman To the Last Man de Zane Grey
- Direction artistique : A. Earl Hedrick (en)
- Photographie : Ben F. Reynolds
- Montage : Jack Scott
- Production : Harold Hurley
- Société de production : Paramount Productions
- Société de distribution :  Paramount Productions
- Pays de production :  États-Unis
- Langue : anglais
- Format : Noir et blanc - 35 mm - 1,37:1 - Son Mono (Western Electric Noiseless Recording)
- Genre : Western
- Durée : 60 minutes
- Date de sortie : 
  - États-Unis : 15 septembre 1933

## Distribution
- Egon Brecher : Mark Hayden
- Fuzzy Knight : Jeff Morley
- Jay Ward : Lynn Hayden
- Harlan Knight : Grand-père Spelvin
- Noah Beery : Jed Colby
- Eugenie Besserer : Grand-mère Spelvin
- Esther Ralston : Ellen Colby
- Jack La Rue : Jim Daggs
- James C. Eagles : Eli Bruce
- Gail Patrick : Ann Hayden Stanley
- Barton MacLane : Neil Stanley
- Muriel Kirkland : Molly Hayden
- Buster Crabbe : Bill Hayden
- Randolph Scott : Lynn Hayden
- Shirley Jane Temple : Mary Stanley